# Tsar Pushka

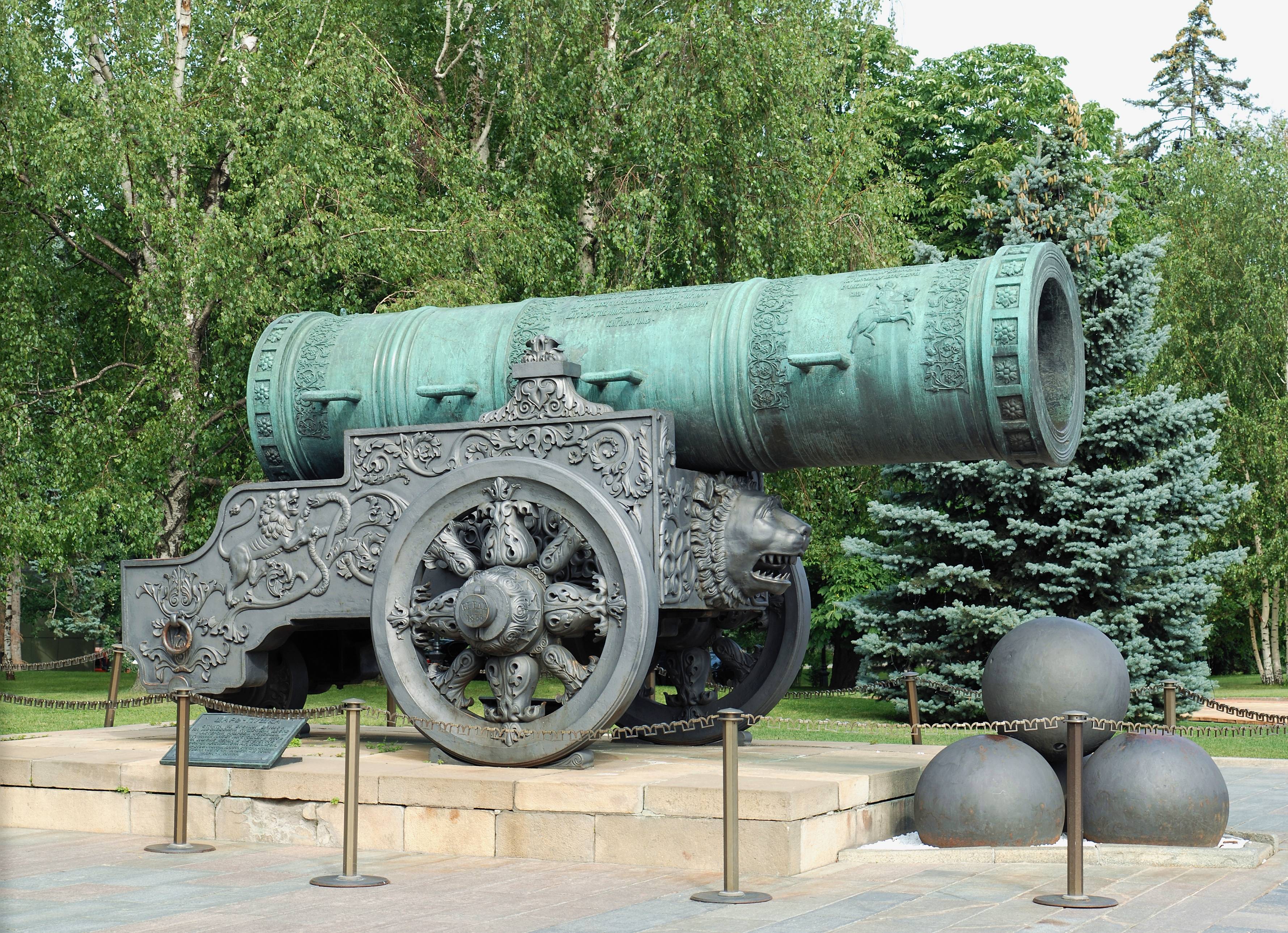
Tsar Pushka exposto no Kremlin, em Moscou

Tsar Pushka (em russo Царь-пушка, literalmente "Canhão do Tsar "), é um imenso canhão, construído em 1586 por Andrey Chokov. O canhão pesa 39,312 toneladas, tem altura de 5,34 metros, calibre de 890 mm e diâmetro externo de 1200 mm. É considerado pelo Guinness Book o maior canhão por calibre do mundo e é uma grande atração turística de Moscou.
Este canhão fora concebido para defender o Kremlin moscovita em tempos de guerra. Entretanto nunca foi usado, o que leva a crer que na verdade a arma tenha sido construída apenas como uma demonstração simbólica do poderio militar e da engenharia russa.
Sua superfície é adornada em relevo, sendo que uma das figuras representa o Tsar Fedor Ivanovich (Teodoro I da Rússia) montado num cavalo. O carro original que sustentava o canhão, feito de madeira, havia sido adicionado à estrutura do artefacto no início do século XIX, porém um incêndio o destruiu em 1812.
As balas de canhão  e o novo carro de metal só foram construídos em 1835. O Tsar Pushka está localizado no Kremlin de Moscou, próximo ao Tsar Kolokol, e o Guiness Book o registra como o mais largo obus já feito.  